# 回る矢印、揺れない陽炎。
回る矢印、揺れない陽炎。（マワルヤジルシ、ユレナイカゲロウ。）は、日本のバンド名である。2020年結成。現在は「揺れないP。」によるソロプロジェクトとして活動している。

## 概要
2020年より活動している。ロックやフォーク、エレクトロニカの要素を取り入れた楽曲に、自分や友人、恋人への愛や恋、夢や日常などを表現した歌詞を乗せた楽曲が特徴的である。主な活動場所はYoutubeとニコニコ動画であり、それらのサイトに楽曲を投稿している。
全曲の作詞作曲を「揺れないP。」が担当している。
バンド名の由来は、「回る矢印」＝「意味があるとする物や事柄の中の無意味さ」「揺れない陽炎」＝「普通の中に存在するイレギュラー」を曲にしたいという意味と「常に変化し、その中でも不変のものをたった一つ持ちたいという自戒」からである。
『夜行症状A。』までの作品は、既存のボーカロイド楽曲をルーツとした楽曲をメインで制作し、メッセージ性を無視した楽曲も見受けられたが、『僕と君の音楽生活。』以降はバンドサウンドを基調とした独自のメッセージ性を取り入れた作品をメインで制作している。

## メンバー
揺れないP。（ユレナイピー、2000年1月11日 - ）- 作詞作曲
同バンドの発起人。同バンドの作詞作曲を全て担当している。名前の由来は「回る矢印、揺れない陽炎。」の「揺れない」の部分からである。「TT」という別名義でロック・ユニット「みずまわし」にも参加しており、そちらではボーカルも担当している。

## 作品
|     | 発売日         | タイトル               | 収録曲 | レーベル       |
| --- | -------------- | ---------------------- | ------ | -------------- |
| 1st | 2021年11月20日 | 夜行症状A。            | 18曲   | 恋妄暴動委員会 |
| 2nd | 2022年7月3日   | 僕と君の音楽生活。     | 8曲    | 恋妄暴動委員会 |
| 3rd | 2022年12月30日 | きゃらくたーせい       | 10曲   | 恋妄暴動委員会 |
| 4th | 2024年1月11日  | エスケープ週間。       | 11曲   | 恋妄暴動委員会 |
| 5th | 2025年7月19日  | グッド・ワーズ・ベスト | 10曲   | 恋妄暴動委員会 |